# James Duane
James Duane (né le 6 février 1733 à New York, mort le 1er février 1797 à Duanesburg) est un homme politique américain, juriste, qui a été délégué au Congrès, sénateur de New York et maire de New York entre 1784 et 1789.